# Viorica Viscopoleanu

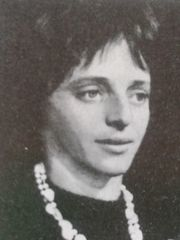
Viorica Viscopoleanu

Viorica Viscopoleanu (născută Belmega, n. 8 august 1939, Bănila pe Siret, România) este o atletă română, laureată cu medalia de aur la Mexic 1968 unde a și stabilit un record mondial la săritura în lungime (6,82 metri).

## Biografie
S-a născut în 1939 la Bănila pe Siret (astăzi pe teritoriul Ucrainei). După ce mama a decedat, tatăl fiind pe front , la cinci ani s-a  mutat cu bunicii în București. S-a apucat de atletism la vârsta de 15 ani.
În anul 1964 a participat pentru prima oară la Jocurile Olimpice unde s-a clasat pe locul 5. La Jocurile Olimpice din 1968 de la Ciudad de México a obținut medalia de aur. A câștigat cu o diferență de 14 cm față de a doua clasată, britanica Sheila Sherwood. În anul 1969 a devenit vicecampioană europeană la Campionatul de la Atena.
La Campionatul European în sală din 1970 de la Viena a câștigat medalia de aur cu o diferență de doar 1 cm față de a doua clasată, nemțoaica Heide Rosendahl. În anul 1971 a obținut medalia de bronz la Campionatul European în sală de la Sofia. La a treia participare olimpică (1972) românca a ocupat locul 7.
Pregătită de Ioan Soter a fost de 10 ori campioană națională (1962-1970, 1973). După retragerea din competiții, Viorica Viscopoleanu a rămas activă în atletism ca antrenoare. A lucrat, între alții, cu Monica Iagăr.
În 2000 i-a fost conferit Ordinul Național „Serviciul Credincios” în grad de comandor și în 2004 a primit Ordinul Meritul Sportiv clasa I. În 2024 a primit Colanul de Aur, cea mai înaltă distincție oferită de COSR.

## Palmares
| An   | Competiție                   | Locație                    | Loc | Note |
| ---- | ---------------------------- | -------------------------- | --- | ---- |
| 1962 | Campionatul European         | Belgrad, Iugoslavia        | 10  | 5,83 |
| 1964 | Jocurile Olimpice            | Tokio, Japonia             | 5   | 6,35 |
| 1966 | Jocurile Europene în sală    | Dortmund, Germania de Vest | 4   | 6,01 |
| 1966 | Campionatul European         | Budapesta, Ungaria         | 5   | 6,33 |
| 1967 | Jocurile Europene în sală    | Praga, Cehoslovacia        | 3   | 6,40 |
| 1968 | Jocurile Europene în sală    | Madrid, Spania             | 3   | 6,23 |
| 1968 | Jocurile Olimpice            | Ciudad de México, Mexic    | 1   | 6,82 |
| 1969 | Campionatul European         | Atena, Grecia              | 2   | 6,39 |
| 1970 | Campionatul European în sală | Viena, Austria             | 1   | 6,56 |
| 1971 | Campionatul European în sală | Sofia, Bulgaria            | 3   | 6,53 |
| 1971 | Campionatul European         | Helsinki, Finlanda         | 6   | 6,45 |
| 1972 | Campionatul European în sală | Grenoble, Franța           | 8   | 6,01 |
| 1972 | Jocurile Olimpice            | München, Germania de Vest  | 7   | 6,48 |
| 1973 | Campionatul European în sală | Rotterdam, Olanda          | 6   | 6,04 |
| 1974 | Campionatul European în sală | Göteborg, Suedia           | 5   | 6,32 |

## Recorduri personale
| Probă                       | Performanță | Dată              | Locație          |
| --------------------------- | ----------- | ----------------- | ---------------- |
| Săritură în lungime         | 6,82 m      | 14 octombrie 1968 | Ciudad de México |
| Săritură în lungime în sală | 6,56 m      | 14 martie 1970    | Viena            |